# Anders Holch Povlsen
Anders Holch Povlsen (født 4. november 1972) er en dansk erhvervsmand og milliardær. Han er ejer og administrerende direktør i tøjfirmaet Bestseller A/S, som blev grundlagt i 1975 af hans forældre Troels Holch Povlsen og Merete Bech Povlsen. I 2020 var han Danmarks rigeste person og nr. 255 i verden med en formue på 53,1 mia. kr.
Han er også blandt de største jordejere i Skotland; han ejer bl.a. Aldourie Castle ved Loch Ness.

## Opvækst
Anders Holch Povlsen blev født 4. november 1972 som søn af Troels Holch Povlsen og Merete Bech Povlsen.

## Karriere
Han var 28 år gammel, da han arvede forældrenes firma. Han blev senere eneejer og fungerer i dag som firmaets adminstrerende direktør.
I 2013 købte Povlsen 10 % af aktierne i det tyske firma Zalando, der sælger tøj via internettet, og  blev derved virksomhedens tredjestørste aktieejer. Bestseller ejede allerede 27 % af ASOS, der er den største internetbutik med tøj i Storbritannien.
Ifølge Forbes havde Povlsen en formue på $5,8 milliarder i juni 2015.
Holch Povlsen ejer to tredjedele af aktierne i butikskæden Normal og er dermed hovedaktionær.
I 2021 købte han 25 % af Coolshop.
I 2021 investerede Anders Holch Povlsen et stort beløb i Lunar A/S, en dansk app-bank. Gennem Heartland A/S overtog Povlsen fodboldklubben FC Midtjylland i 2023.

## Jordejer
I 2012 rapportrede The Daily Telegraph, at Povlsen ejede omkring 49.000 hektar land i Skotland, efter at have købt yderligere to store godser; Ben Loyal på omkring 9.500 hektar og Kinloch på omkring 7.200 hektar. Begge godser ligger i Sutherland. I forvejen ejede han et gods på omkring 19.000 hektar Inverness-shire, som han købte i 2006, og et gods på 12.000 hektar nær Fort William, købt i 2008.
I 2013 skrev The Herald, at Povlsen havde købt Gaick Estate på 8.100 hektar i Inverness-shire, hvilket bragte hans ejerskab i Skotland op på omkring 61.000 hektar, hvilket kun blev overgået at Buccleuch Estates, som Skotlands største jordejer. Derudover har Povlsen købt jord i Scottish Borders for at sælge det til Forestry Commission mod at kunne tilføje yderligere 400 hektar skov til Glenfeshie Estate på 17.400 hektar, syd for Aviemore. Povlsen købte Glenfeshie i 2006 og udvidede det ved at købe yderligere 1.600 hektar fra nabogården Killiehuntly.
I Danmark ejer Povlsen Constantinsborg vest for Aarhus samt landbrugsjord og skovområder. Han har også købt jord i den rumænske del af Karpaterne for at skabe et vildtreservat for ulve, bjørne og los.

## Privatliv
Povlsen er gift med Anne Holch Povlsen. Han og familien bor på Constantinsborg ved Aarhus. Parret har i alt fået syv børn sammen. Tre børn omkom under en ferie på Sri Lanka ved et terrorangreb i april 2019.

### Kontroverser
I juli 2015 blev Povlsen taget med en hastighed på 212 kilometer i timen i en Tesla Model S på Østjyske Motorvej ved Hedensted, hvor hastighedsgrænsen er 130.